# This Is the Army
This Is the Army (bra Forja de Heróis) é um filme norte-americano de 1943, dos gêneros guerra e comédia musical, dirigido por Michael Curtiz, com roteiro de baseado na peça teatral This Is the Army, de Irving Berlin.

## Sinopse
Quando os Estados Unidos entram na Segunda Guerra Mundial, o produtor Jerry Jones chama vários colegas de um espetáculo de 1918 para realizarem um novo show. O objetivo é homenagear e manter alta a moral dos combatentes do país. Durante a preparação, seu filho Johnny mantém um romance com Eileen, filha de um dos participantes da revista.

## Premiações
| Prêmio     | Categoria                             | Recipientes                                 | Situação |
| ---------- | ------------------------------------- | ------------------------------------------- | -------- |
| Oscar 1944 | Melhor direção de arte                | John Hughes, John Koenig, George J. Hopkins | Indicado |
| Oscar 1944 | Melhor trilha sonora de filme musical | Ray Heindorf                                | Venceu   |
| Oscar 1944 | Melhor mixagem de som                 | Nathan Levinson                             | Indicado |

## Elenco
| Ator/Atriz                      | Personagem       |
| ------------------------------- | ---------------- |
| George Murphy                   | Jerry Jones      |
| Joan Leslie                     | Eileen Dibble    |
| Tenente Ronald Reagan           | Johnny Jones     |
| George Tobias                   | Maxie Twardofsky |
| Alan Hale                       | Sargento McGee   |
| Charles Butterworth             | Eddie Dibble     |
| Kate Smith                      | Kate Smith       |
| Sargento Joe Louis              | Joe Louis        |
| Primeiro Sargento Alan Anderson | Anderson         |

## Produção

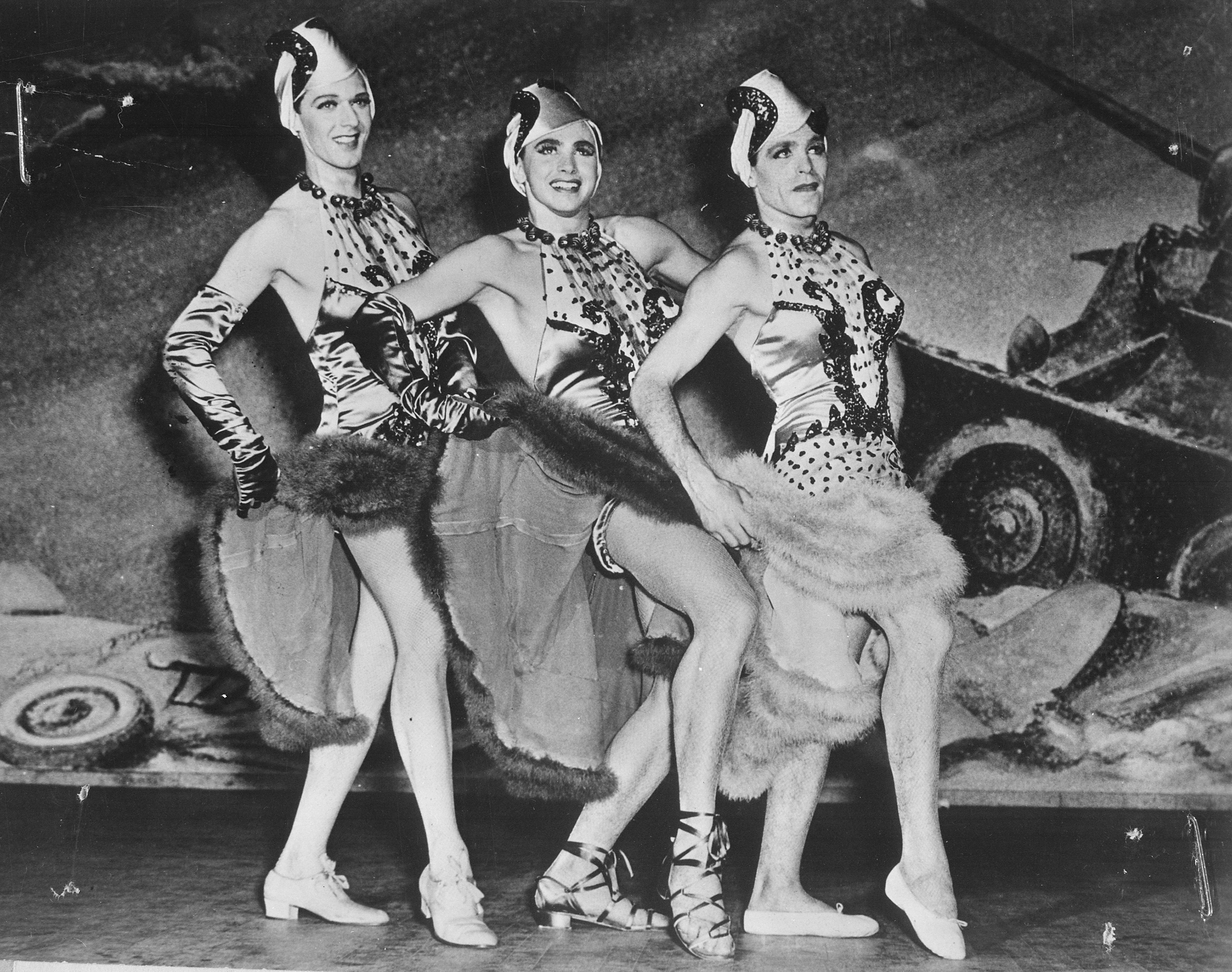
Soldados americanos na versão teatral, travestidos de "garotas do coro".

Outro esforço de guerra da Warner Bros., Forja de Heróis é a versão cinematográfica do espetáculo patriótico de Irving Berlin, apresentado cento e três vezes na Broadway entre julho e setembro de 1942.
O show de Berlin, uma homenagem ao soldado norte-americano, era estrelado exclusivamente por 350 desses combatentes (que faziam, inclusive, os papéis femininos). Esse elenco também desfila na tela grande, aumentado pelos grandes nomes do estúdio e mais diversas personalidades, entre elas o boxeador Joe Louis. Irving Berlin, que também é o autor de God Bless America, atua no filme cantando How I Hate to Get Up in the Morning.
Na época, vários atores serviam ou tinham servido nas forças armadas, e foram creditados com suas respectivas patentes. Desta forma, Ronald Reagan apareceu como o "tenente" Ronald Reagan, Joe Louis como o "sargento" Joe Louis e assim por diante. A maioria trabalhou de graça, exceto os soldados, que trabalharam pelos seus soldos.
A montagem teatral consistia de uma revista com louvores à bandeira dos Estados Unidos, intercalados com brincadeiras sobre a vida na caserna. Para o filme, contudo, o estúdio exigiu que fosse criado um enredo.
Todo o lucro de ambas as versões — palco e cinema — foi revertido para a Army Emergency Relief Fund, uma entidade sem fins lucrativos destinada a ajudar os militares daquele país. Só o espetáculo teatral contribuiu com US$ 1,9 milhão. No caso do filme, a Warner separou o valor dos custos iniciais de produção e doou todo o restante à instituição -- quantidade substancialmente maior, tendo em vista o enorme sucesso do filme.